# Garnavillo
La ville américaine de Garnavillo est située dans le comté de Clayton, dans l’État d’Iowa. Lors du recensement de 2010, elle comptait 745 habitants.

## Source
- (en) Cet article est partiellement ou en totalité issu de l’article de Wikipédia en anglais intitulé « Garnavillo, Iowa » (voir la liste des auteurs).